# Benedetto Buglioni
Benedetto Buglioni (* zwischen dem 20. Dezember 1459 und dem 21. März 1460 in Florenz; † 7. März 1521 ebenda) war ein italienischer Bildhauer und Terrakottabildner.

## Leben
Benedetto Buglioni war ein Sohn des Steinschneiders Giovanni di Bernardo d’Antonio und Bruder des ebenfalls als Bildhauer tätigen Francesco Buglioni. Er wuchs in der Nähe der Werkstatt von Luca und Andrea Della Robbia auf und wurde dadurch wahrscheinlich inspiriert, es ihnen nachzutun. Laut Vasari verschaffte ihm eine in der Werkstatt des Andrea Della Robbia tätige Frau das Geheimnis der glasierten Terrakotten, die er daraufhin erfolgreich nachahmte. Viel wahrscheinlicher ist jedoch, dass er in der Della Robbia-Werkstatt, die der Werkstatt seines Vaters benachbart war, in der Bildhauerei und damit auch in der Glasurtechnik ausgebildet wurde. Da seine späteren Werke auch starke Einflüsse von Antonio Rossellino aufweisen, kann nicht ganz ausgeschlossen werden, dass er auch dort in Lehre gegangen ist. Tatsache ist jedenfalls, dass er im Stil der Della Robbia arbeitete und dafür verantwortlich ist, dass deren Glasurtechnik auch außerhalb von Florenz große Verbreitung fand. 
Für das Jahr 1484 ist das früheste eigenständige Werk von Benedetto dokumentiert, ein heute verschollener Christus in der Vorhölle, den er für die Kirche SS. Annunziata ausführte. Zwischen 1487 und 1490 führte er in Stein, zusammen mit seinem Bruder Francesco, die Cappella del Santo Anello im Dom San Pietro in Perugia aus, von der sich lediglich zwei Büsten der Propheten David und Jesaia erhalten haben. Noch während dieser Arbeiten, oder gleich im Anschluss, führte er für den Altar von San Jacopo in Perugia ein Relief mit der Auferstehung Christi aus, für das er 1490 bezahlt wurde. Noch im gleichen Jahr, spätestens aber 1491, eröffnete er in Florenz eine eigene Werkstatt und übernahm, zusammen mit seinem Bruder, im Auftrag des Kardinals Giovanni de’ Medici die Fassadengestaltung am Santuario di Santa Cristina in Bolsena. Die dabei ausgeführten plastischen Arbeiten, insbesondere die Grabfigur der heiligen Christina gelten heute als seine bedeutendsten Werke. Im Anschluss an diesen Arbeiten war Benedetto in zahlreichen weiteren Städten, vor allem in der Toskana tätig. Im Jahr 1504 gehörte er der Kommission an, die über den künftigen Standort von Michelangelos David entschied. Gegen 1508 nahm er den Sohn der Cousine seines Schwiegervaters, Santi Tommaso di Michele, der sich später Santi Buglioni nannte, bei sich auf, lehrte ihn sein Handwerk und unterwies ihn in seiner Technik.

## Stil
Benedetto Buglioni hat ein reichhaltiges Œuvre an weitgehend unbestrittenen Werken hinterlassen, denen man heute noch eine große Menge von überwiegend anerkannten Zuschreibungen zur Seite stellt. Er steht in unmittelbarer Nachfolge der Della Robbia und kommt in seiner Kunst dem Giovanni Della Robbia, mit dem er vielleicht zusammen lernte, sehr nahe. Stilistisch steht er auch Antonio Rossellino nahe, orientierte sich darüber hinaus aber auch sichtbar an Benedetto da Maiano, Desiderio da Settignano und Francesco di Simone Ferrucci. Nach der Übernahme der Glasurtechnik begann er schon bald mit dieser zu experimentieren. Im Gegensatz zu den Della Robbia-Arbeiten ist seine Glasur oft dünner und ungleichmäßiger aufgetragen und wirkt im ganzen heller und ist außerdem weniger durchscheinend.

## Werke (Auswahl)
- Amsterdam, Rijksmuseum
  - Maria mit dem Kinde (um 1490 – 1500)
  - Thronende Maria mit dem Kinde zwischen den Heiligen Hieronymus und Nikolaus (1502)
- Badia Tedalda, Pfarrkirche
  - Maria mit dem Kinde und vier Heiligen (1517)
- Bolsena, Santuario di Santa Cristina
  - Lünette: Maria mit dem Kinde zwischen den Heiligen Christina und Georg (um 1494/95)
  - Altar der Heiligen Christina  (um 1495)
  - Die Kreuzigung Christi (um 1496)
  - Die Messe von Bolsena (um 1496)
  - Grabfigur der heiligen Christina (um 1496)
- Cleveland, Cleveland Museum of Art
  - Thronende Maria mit dem Kinde zwischen den Heiligen Franziskus und Antonius Abbot (um 1510 – 1520)
- Cutigliano, Madonna di Piazza
  - Maria mit dem Kinde zwischen den Heiligen Antonius Abbas und Bernardino von Siena
- Empoli, Santa Maria a Ripa
  - Der heilige Anselm thront zwischen den Heiligen Laurentius, Julian, Rosa von Viterbo und Klara (um 1500 – 1505)
- Fiesole, Dom
  - Der heilige Rochus mit einem Begleiter. (zugeschrieben)
- Florenz, Badia
  - Lünette: Maria mit dem Kinde.
- Florenz, Museo dell’Opera del Duomo
  - Lünette: Maria von Ägypten. (zugeschrieben)
- Florenz, Museo Diocesano d’Arte Sacra
  - Anbetende Maria (um 1500)
  - Hirte mit Flöte (um 1500)
  - Anbetender Hirte mit Korb (um 1500)
  - Engel mit Kandelaber (um 1500)
  - Kniender Engel (um 1500)
  - Kniender Engel (um 1500)
  - Ochse (um 1500)
  - Esel (um 1500)
  - Schaf (um 1500)
- Florenz, Museo Nazionale di Bargello
  - Maria mit dem Kinde auf Wolken. um 1480 – 1490 (zugeschrieben)
  - Die Anbetung des Kindes mit den Heiligen Luzia und Andreas (um 1500 – 1505)
  - Der heilige Hieronymus in der Wüste (um 1500 – 1505)
  - Die Stigmatisierung des heiligen Franziskus (um 1500 – 1505)
  - Die Himmelfahrt Christi (um 1500 – 1505) (zugeschrieben)
  - Die Geburt Christi. (um 1500 – 1510)
- Florenz, Ognissanti
  - Lünette: Die Krönung Mariae (zugeschrieben)
- Florenz, Ospedale degli Innocenti
  - Maria mit Heiligen (1520)
- Florenz, Santa Licia die Magnoli
  - Die heilige Lucia von Engeln angebetet
- Florenz, San Miniato al Monte
  - Hauptaltar mit einer Kreuzigungsszene und Maria, von zwei Mönchen angebetet (zugeschrieben)
- Gavinana, Santa Maria Assunta
  - Heilige, das Sakrament anbetend (um 1515)
- Krefeld, Kunstmuseen Krefeld
  - Büste des jugendlichen Johannes des Täufers (um 1500)
  - Maria mit dem Kinde. um 1500
- Los Angeles, County Museum of Art
  - Die Geburt Christi (um 1520)
- Marliana, San Niccolò
  - Engel mit Kandelaber (um 1510)
- Monsummano, Museo della Città e del Territorio
  - Maria mit dem Kinde (zugeschrieben)
- Perugia, San Pietro
  - Drei Medaillons mit den Heiligen Petrus und Benedikt (um 1487/88)
  - Das Monogramm Christi. um 1487/88
  - Christus und die Samariterin. 1487/88
- Piazzanese, Prato (San Giusto)
  - Taufbecken (um 1510)
- Pisa, Camposanto
  - Maria mit dem Kinde. 1520
- Pistoia, Museo Civico
  - Die Auferstehung Christi (um 1490)
- Pistoia, Ospedale del Ceppo
  - Lünette: Krönung Mariae (1511)
  - Wappen (1515)
- Poppi, Augustinerkirche
  - Die Geburt Christi. (zugeschrieben)
- Radicofani, San Pietro
  - Die Kreuzigung Christi mit der heiligen Maria Magdalene (um 1490 – 1495)
- Rocca San Casiano, Santa Maria della Lacrime
  - Die Anbetung des Kindes mit Joseph und Engeln (um 1490 – 1500)
- Rom, Museo Vaticano
  - Wappen Papst Innozenz VIII (um 1484 – 1492)
- San Mauro a Signa, Chiesa Parrocchiale
  - Tabernakel mit Verkündigungsdarstellung (um 1500 – 1505) (zugeschrieben mit Werkstattbeteiligung)
- St. Petersburg, Eremitage
  - Die Geburt Christi mit der Anbetung der Hirten (um 1485 – 1490)
- Verbleib unbekannt
  - Maria, das Kind anbetend, mit dem Johannesknaben. um 1490 (am 9. Juli 2002 bei Sotheby’s in London versteigert)
  - Maria mit dem Kinde. um 1500 – 1525 (am 19. Dezember 2002 auf der Finarte Semenzato Casa d'Aste versteigert)